# Dan Gillmor

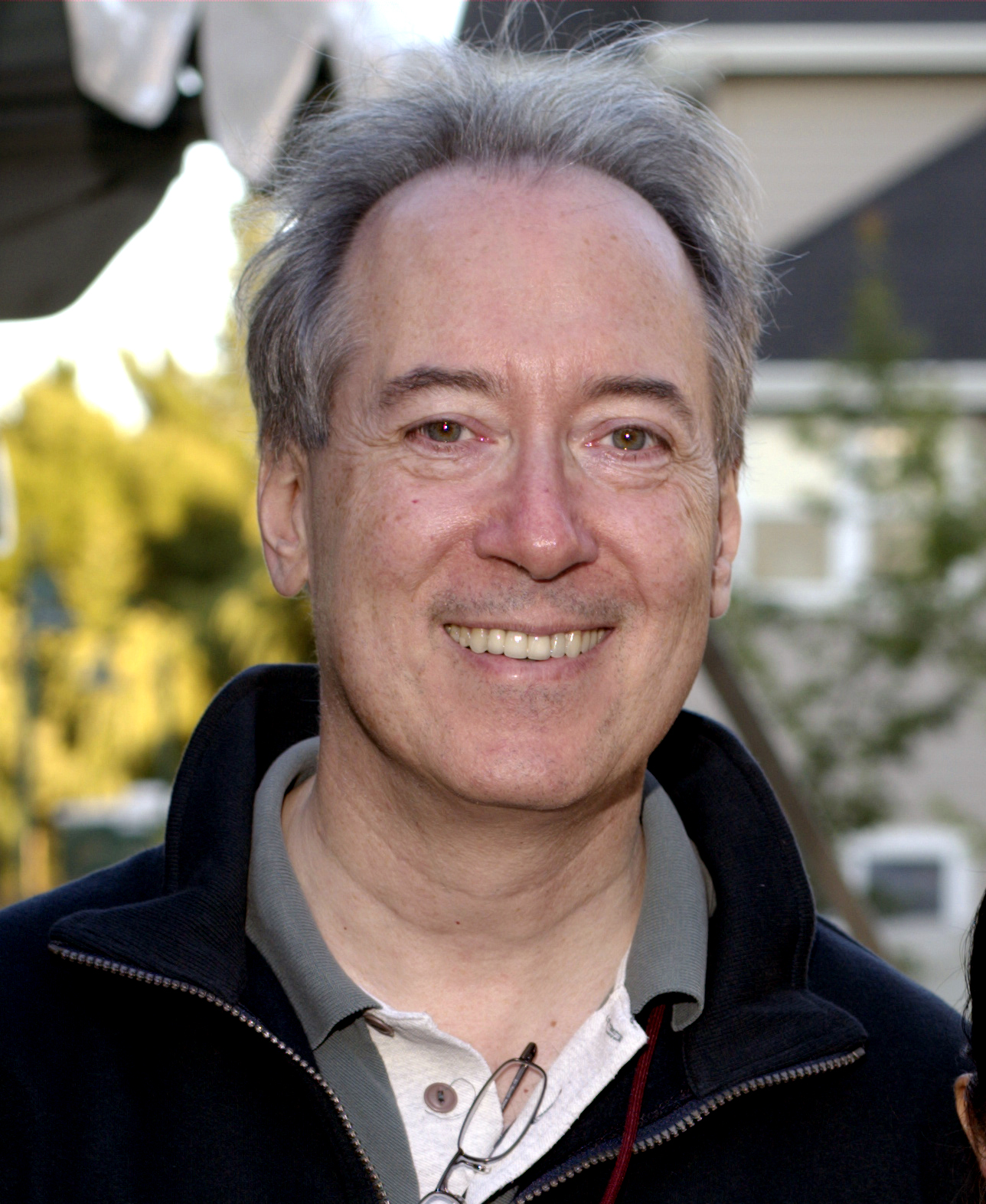
Dan Gillmor 2005.

Dan Gillmor, född 1951, är en amerikansk författare och kolumnist. Han är chef för Knigh Center for Digital Media Entrepreneurship vid Arizona State University, samt forskardocent på Berkman Center for internet & Society vid Harvard University. 
Dan Gillmor skrev boken We the Media (2004) där han beskriver internet som en möjlighet för självständiga journalister att utmana de traditionella medierna och journalistiken. Boken beskriver hur journalister ska använda sig av verktyg på internet som bloggar, RSS, SMS, peer-to-peer, samt förutsättningarna för hur dessa ska ändra dagens journalistik.

## Center for Citizen media
Center for Citizen media grundades av Dan Gillmor med syftet att hjälpa och uppmana gräsrotsmedier och medborgar journalistik. 
De är ett ideellt projekt som startades gemensamt av Arizona State university och Berkman Center for Internet & Society.